# Basilique de l'Annonciation de Nazareth
Pour les articles homonymes, voir Annonciation (homonymie).
La basilique de l'Annonciation est une basilique catholique érigée au milieu du XXe siècle à Nazareth au nord d'Israël, sur le site que la tradition chrétienne catholique, depuis l'époque byzantine, a associé à celui de l'apparition de l'archange Gabriel à Marie (Lc 1,26-38). La tradition chrétienne orthodoxe situe l'événement dans l'église Saint-Gabriel à l'emplacement de la fontaine de Marie.

## Historique
Au VIe siècle, un pèlerin anonyme de la ville de Plaisance décrit la visite qu'il a faite d'une basilique de Nazareth où la tradition fixe la « maison de Marie » et qui recouvre probablement une église-synagogue des siècles précédents édifiée sur une grotte identifiée comme celle de l'Annonciation, à l'endroit même où selon la tradition chrétienne l'archange Gabriel apparut à Marie pour lui annoncer qu'elle portait l'enfant Jésus. L'histoire de la basilique depuis les origines jusqu'au XVIIe siècle  est décrite par le franciscain Quaresmius dans son Historica, theologica et moralis terrae sanctae elucidatio, écrit de 1616 à 1626, mais l'orientaliste se contente d'affirmer l'existence ab antiquo de la tradition d'un culte en ce lieu, sans en donner les preuves.
L'évêque Willibald d'Eichstätt en pèlerinage en Terre Sainte en 723 ou 724 décrit cette basilique que les Chrétiens préservent de la destruction en payant de fortes sommes à l'autorité musulmane occupante.
Sous la domination des Croisés, le sanctuaire de Nazareth est reconstruit avec une splendeur qu'il n'avait jamais connue jusque-là. Tancrède de Hauteville fait élever au lieu de l'Annonciation une basilique de grande dimension qui a le titre de cathédrale, le siège épiscopal de Beït Shéan ayant été transféré à Nazareth. La cathédrale est rasée en 1263 par le sultan mamelouk Baybars. Lorsque la custodie franciscaine de Terre sainte s'établit définitivement à Nazareth en 1620, les moines franciscains sont autorisés à bâtir un monastère et une église à proximité de la grotte de l'Annonciation. En 1730, l'ordre des Franciscains obtient du sultan ottoman un firman afin de reconstruire un nouveau lieu de culte, qui survit jusqu'en 1954, date à laquelle ils décident de reconstruire une église plus grande.
La nouvelle basilique est inaugurée en 1964 par le pape Paul VI et consacrée en 1969. La basilique de l'Annonciation qui fait partie du domaine des Franciscains est désormais la plus grande des églises du Moyen-Orient et l'un des hauts lieux de la chrétienté.

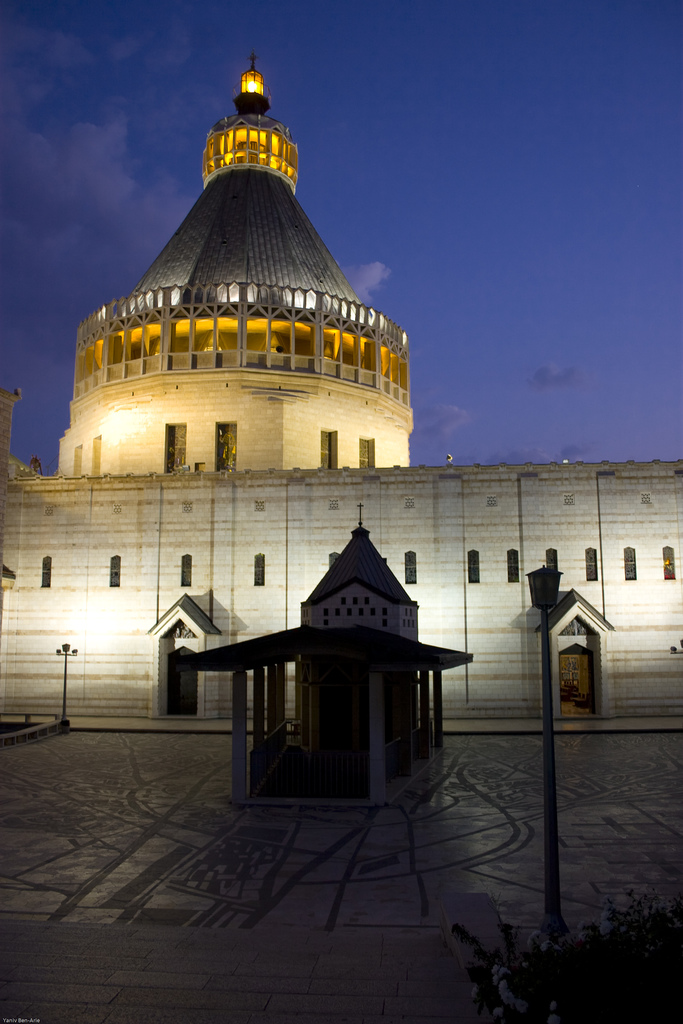
La basilique de l'Annonciation pendant la nuit

Lors des travaux, des fouilles archéologiques ont eu lieu et ont permis la mise au jour des vestiges d'une église croisée (XIIe siècle), d'une église byzantine (Ve siècle), ainsi que de quelques vestiges datant peut-être du Ier siècle, comme des fondations d'habitations, des aires d'entreposage, des silos et des presses à huile. La basilique a été construite de telle façon qu'il soit possible d'observer ces restes archéologiques depuis l'esplanade, d'autres vestiges étant exposés dans le musée archéologique attenant à la basilique.
La basilique est constituée de deux églises superposées. Dans celle située au niveau inférieur, se trouve la « grotte de l'Annonciation », où Marie aurait vécu. Dans l'église à l'étage, où se réunit la communauté chrétienne catholique de Nazareth, ainsi que sur le mur d'enceinte du parvis de la basilique, on peut admirer de belles fresques contemporaines qui proviennent de nombreux pays à travers le monde et représentent la Vierge et l'enfant Jésus.
L'ouverture du Centre international Marie de Nazareth, premier centre marial, international et multimédia, a eu lieu le 1er janvier 2012 après 5 ans de travaux. Il a été réalisé au pied de la basilique de l'Annonciation avec l'aide de toutes les Églises chrétiennes de Terre sainte (cinq catholiques, cinq orthodoxes et deux protestantes) et de certains des meilleurs spécialistes mariaux du monde. La construction en a été retardée en raison d'une campagne de fouilles archéologiques préliminaires, permettant notamment la découverte d'une maison juive du temps de Jésus, annoncée en décembre 2009 ; les découvertes indiquent que Nazareth devait à l'époque être constitué d'une cinquantaine de maisons juives modestes,. La dédicace de la chapelle du Centre a eu lieu le 25 mars 2010. Le Centre a pour but de présenter, dans un espace de 4 700 m2, un contenu riche et original pour décrire en termes simples, pour le grand public, l'ensemble du mystère de la Mère de Dieu et nous faire par elle découvrir son Fils, Jésus. Un parcours multimédia d'une heure en quatre salles permet de relire l'histoire sainte par les yeux de la Vierge Marie. La France est fortement impliquée dans ce projet, puisque le concepteur, Olivier Bonnassies est français. Lors de sa visite en France, en octobre 2005, Mgr Marcuzzo (en), l'évêque de Nazareth rappelait que « pendant des siècles la France a été la "protectrice des Lieux Saints" et que ce projet s'inscrit dans cette belle tradition ».

## Galerie

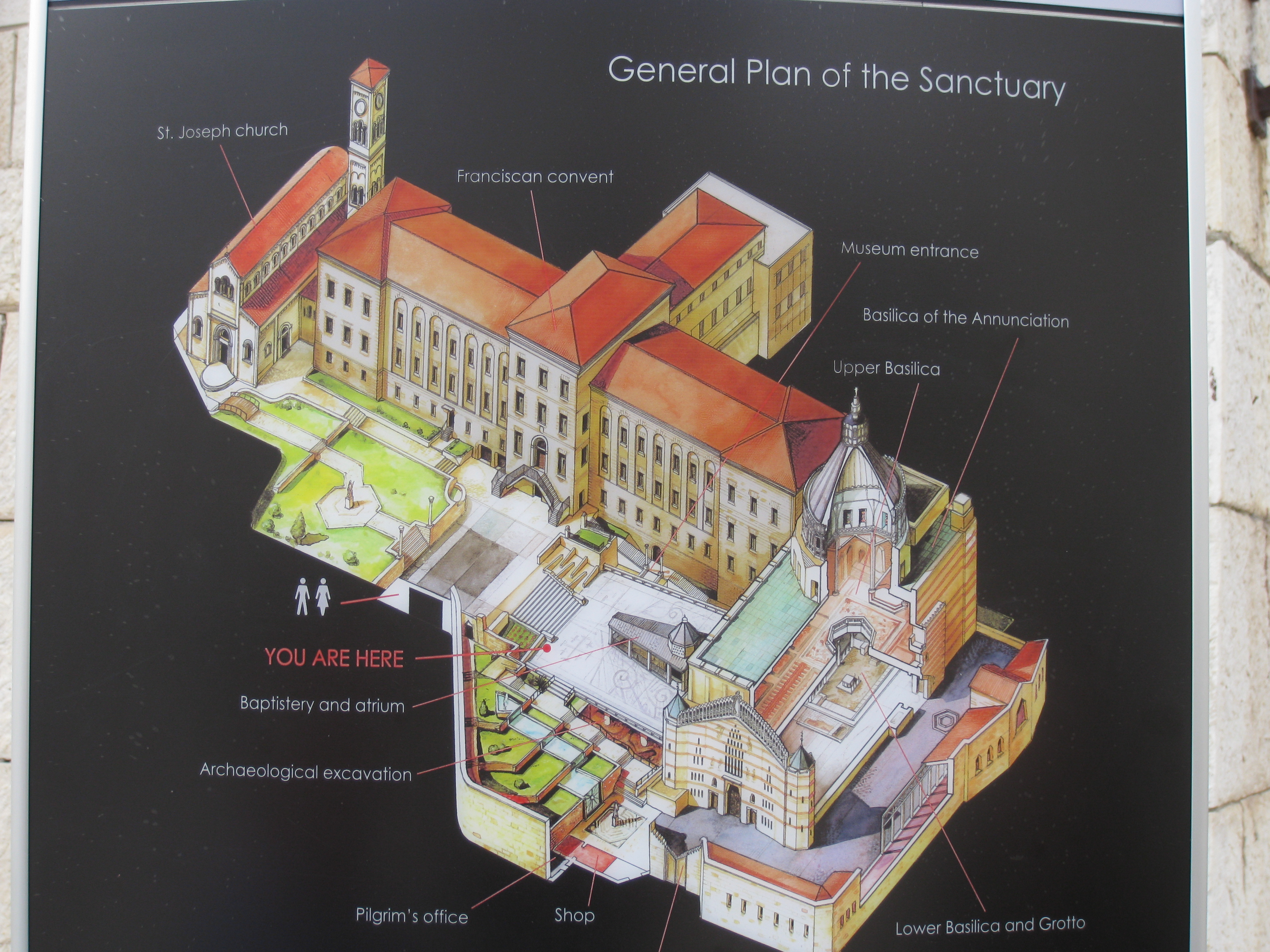
Plan du sanctuaire
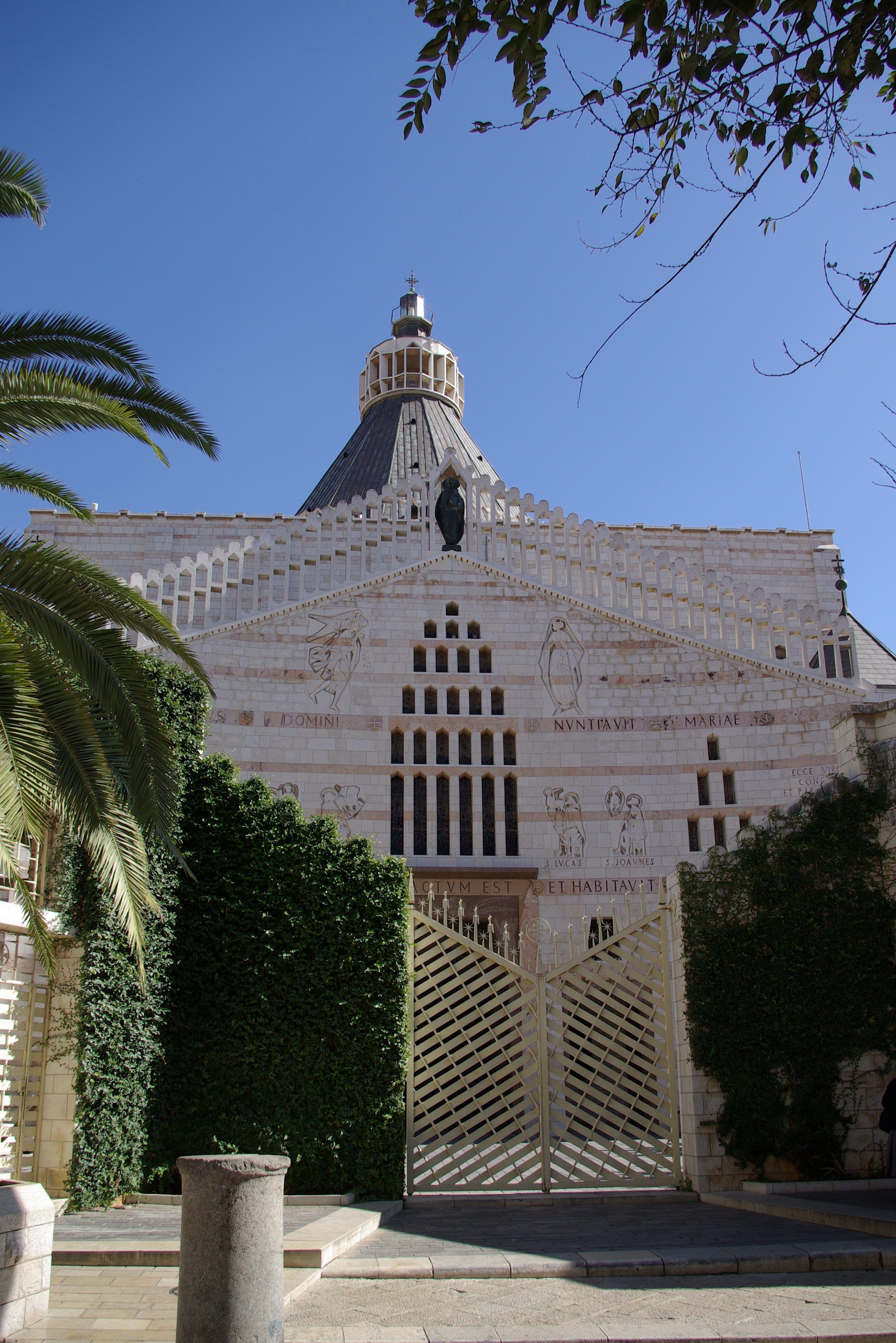
Façade de la basilique en forme de A, symbole de l'Ave Maria
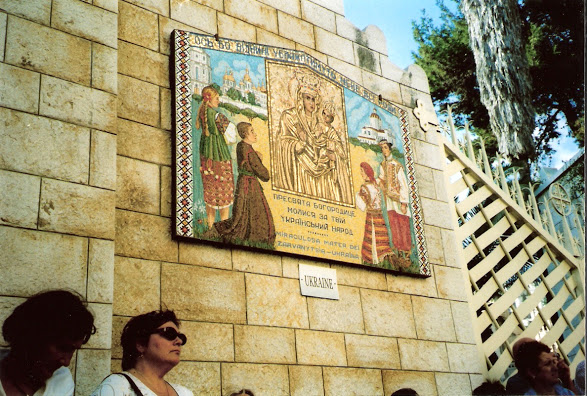
Mosaïque dans le cloître de la basilique
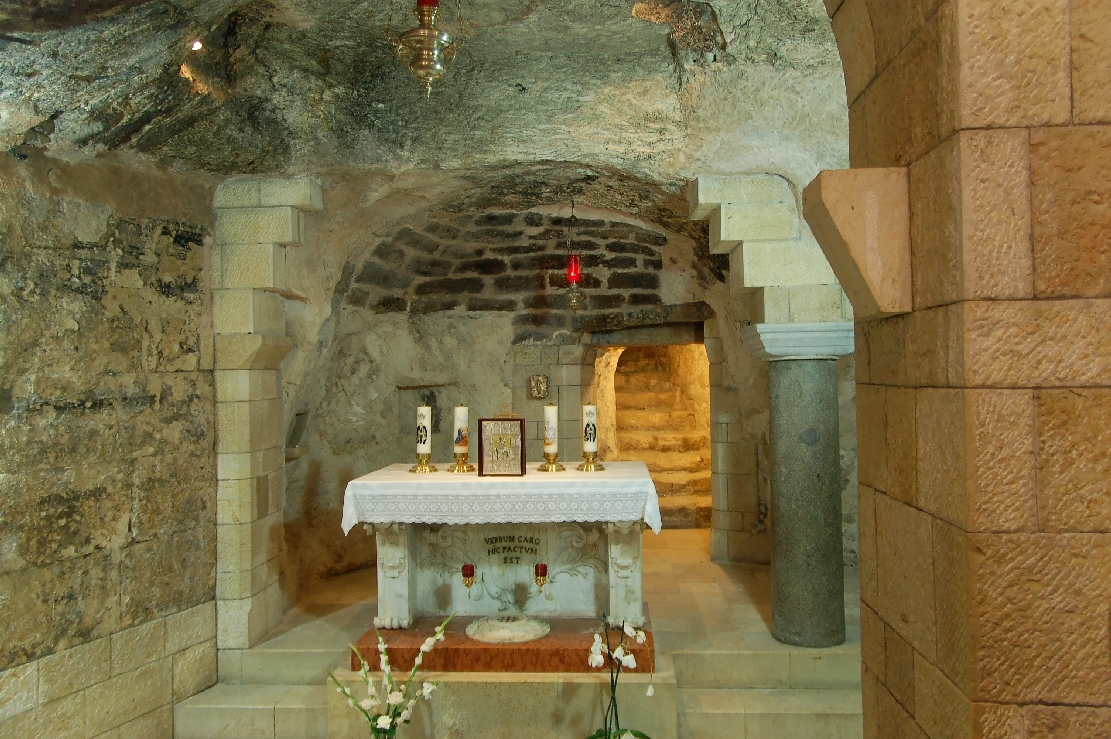
Grotte de l'Annonciation dans la crypte